# Stadsbrand van Dordrecht (1338)
De stadsbrand van 1338 is een stadsbrand die de Nederlandse stad Dordrecht op vermoedelijk 22 juli 1338 heeft getroffen. 
Onder andere het schepenhuis en waarschijnlijk ook de Tolhuispoort, het Minderboedersklooster en het Heilig Sacramentsgasthuis gingen in vlammen op.
Enkele Dordtse Lombarden kwamen in de vlammen om. Als geheel leed deze groep grote schade.  
De Hollandse graaf Willem IV stelde de stad schadeloos met het Maasrecht. Enkele geblakerde charters worden vernieuwd.
De herinnering aan de brand werd nog lang levend gehouden door een jaarlijkse processie op Maria Magdalenadag (22 juli), waar men herdacht dat het Heilig Sacrament in het Heilig Sacramentsgasthuis op wonderbaarlijke wijze gespaard was gebleven. 

## Externe bronnen
- Geschiedenis van Dordrecht: stadsbrand 1338